# Municipio de Marble (condado de Saline)
El municipio de Marble (en inglés: Marble Township) es un municipio ubicado en el condado de Saline en el estado estadounidense de Arkansas. En el año 2010 tenía una población de 4887 habitantes y una densidad poblacional de 55,6 personas por km².

## Geografía
El municipio de Marble se encuentra ubicado en las coordenadas 34°40′1″N 92°53′54″O / 34.66694, -92.89833. Según la Oficina del Censo de los Estados Unidos, el municipio tiene una superficie total de 87.9 km², de la cual 83.88 km² corresponden a tierra firme y (4.57%) 4.02 km² es agua.

## Demografía
Según el censo de 2010, había 4887 personas residiendo en el municipio de Marble. La densidad de población era de 55,6 hab./km². De los 4887 habitantes, el municipio de Marble estaba compuesto por el 97.95% blancos, el 0.86% eran afroamericanos, el 0.12% eran amerindios, el 0.27% eran asiáticos, el 0.04% eran isleños del Pacífico, el 0.18% eran de otras razas y el 0.57% pertenecían a dos o más razas. Del total de la población el 0.76% eran hispanos o latinos de cualquier raza.